# Lenín Moreno
Lenín Moreno, född 19 mars 1953 i Nuevo Rocafuerte, Ecuador, är en ecuadoriansk politiker. Sedan mars 2017 till 2021  var  han Ecuadors president. När han antog ämbetet den 24 maj 2017 blev Moreno världens enda tjänstgörande statschef att använda rullstol.

## Biografi
Moreno sitter sedan 1998 i rullstol efter att ha blivit skjuten i ryggen i samband med ett bilrån.
Fram till 2013 var Moreno vicepresident i Ecuadors regering. Därefter förberedde han sin presidentkampanj. Han har också varit FN:s sändebud för funktionshindrade.

## Presidentvalet 2017 och presidentskap
Moreno ställde upp i presidentvalet för den regerande vänsterkoalitionen Alianza PAIS. I presidentvalet besegrade Moreno oppositionens kandidat Guillermo Lasso, i valets andra omgång. Denne begärde att rösterna skulle räknas om då han hävdade att efter ett strömavbrott i en vallokal ändrades antalet räknade valsedlar från 20 till 90 procent. Moreno tar över efter den USA-kritiske presidenten Rafael Correa och Moreno förutspås fortsätta i hans fotspår.
Moreno ställde inte upp för återval i 2021 års presidentval. I valet fick den konservativa ex-bankiren Guillermo Lasso makten.